# Windows CE
Windows CE (às vezes abreviado para WinCE, apesar de a Microsoft já ter negado esta relação), foi o sistema operativo Windows para dispositivos portáteis, Tablet PCs e sistemas embarcados. Ele equipa desde micro-computadores até telefones celulares  mais antigos (os smartphones mais atuais usam Android e iOS) e o Dreamcast. É suportado no
Intel x86 e compatíveis, MIPxS, ARM, e processadores SuperH Hitachi.
O Windows CE não deve ser confundido com o Windows Embedded Standard, que é uma versão componentizada e reduzida dos sistemas operacionais Windows para desktops. Trata-se de um sistema operacional distinto, com um projeto diferente de kernel, diferente da versão desktop do Windows, sendo a base para projetos recentes como o Windows Phone.

## Características
O Windows CE está otimizado para dispositivos que têm um mínimo de armazenamento — o núcleo do Windows CE pode rodar abaixo de 1MB de memória RAM. Embora a API usada pelo Windows CE seja basicamente a mesma Win32 das edições desktop do Windows, alguns recursos por vezes são mais limitados, e o projeto diferenciado do kernel exige atenção do programador para as diferenças de comportamento, sobretudo na sincronização dos threads.

## Ferramentas de desenvolvimento

### Visual Studio
Recentes versões do Microsoft Visual Studio suportam projetos para Windows CE, produzindo programas executáveis (não muito rápidos).

### Free Pascal e Lazarus
RAD baseado no Free Pascal. Aplicações Windows CE são desenhadas e codificadas no IDE do Lazarus e compiladas com um compilador apropriado WinCE port - Lazarus Wiki

### Basic4ppc
Basic4ppc é um ambiente de desenvolvimento semelhante ao Visual Basic, suportando o lento Windows CE.

### Platform Builder
Esta ferramenta de programação é utilizada para construir a plataforma (BSP + Kernel), device drivers e outras aplicações.

### Embedded Visual C++ (eVC)
Ferramenta de programação para desenvolver aplicações para dispositivos Windows CE.

### IDEs para Web
A partir da versão 5 do Windows CE com o Internet Explorer Mobile 6.0 é possível desenvolver aplicativos baseado na aplicativo online. E a tendencia deste tipo de veículo de desenvolvimento tende a crescer devido aos grandes investimentos em desenvolvimento de tecnologias que deixam o Navegador Web mais parecido com um ambiente desktop.

## Ligação ao Windows Mobile, Windows Phone, Pocket PC, e SmartPhone
O núcleo do Windows Phone é baseado no Windows CE

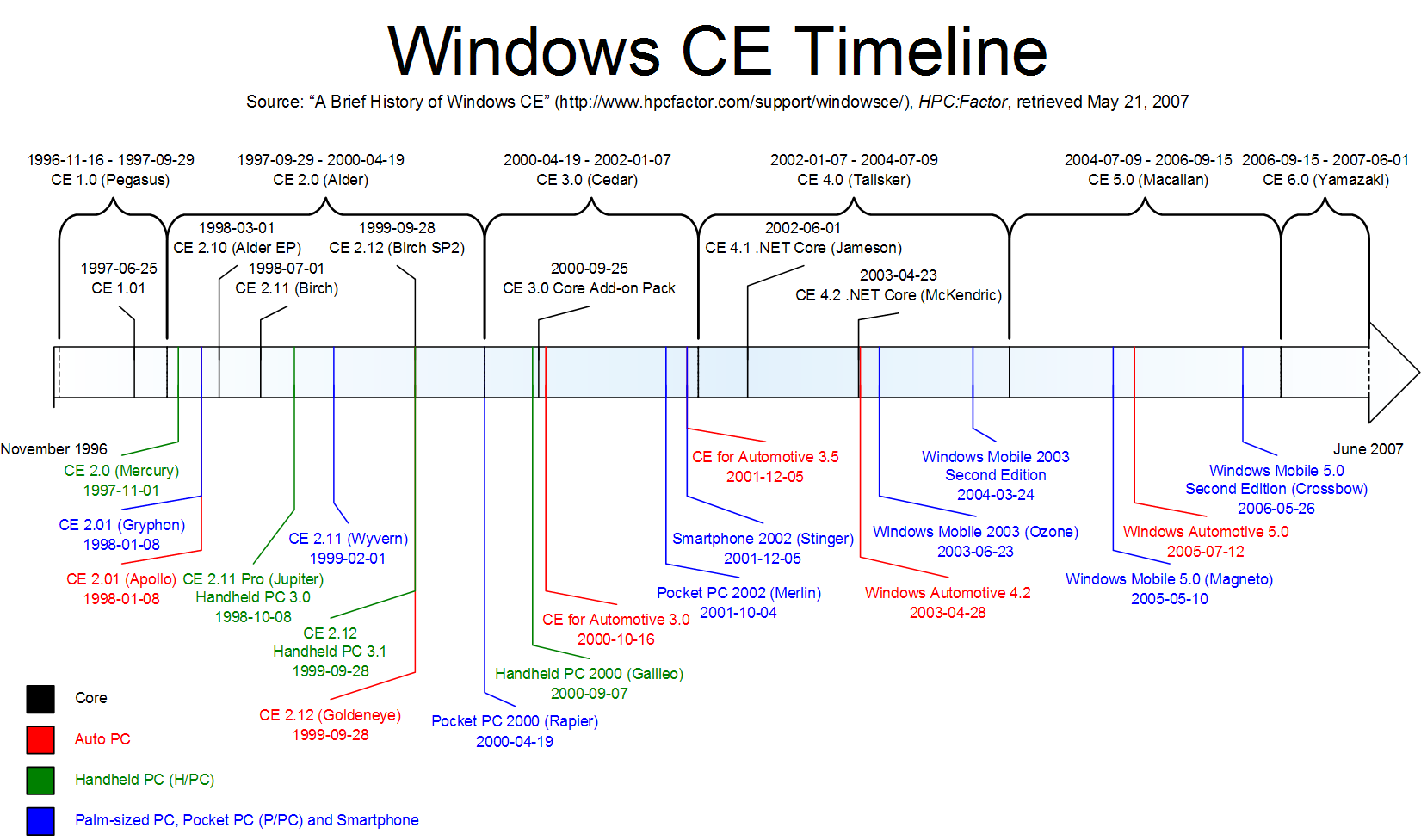
Cronograma de Desenvolvimento do Windows CE

## Utilização dos dispositivos antigos Windows CE
Dreamcast